# Триволенко Владислав Володимирович
Владисла́в Володи́мирович Триво́ленко (27 серпня 1994, с. Червоний Кут, Жашківський район, Черкаська область, Україна — 16 вересня 2016, Авдіївка, Донецька область, Україна) — український військовослужбовець, десантник, старший солдат Збройних сил України. Загинув під час російсько-української війни. Позивний «Вольний».

## Життєпис
Владислав Триволенко народився в селі Червоний Кут на Жашківщині. 2010 року закінчив 9 класів Червонокутської ЗОШ № 2, після чого вступив до Білоцерківського професійного ліцею, який закінчив 2013 року за фахом слюсар з контрольно-вимірювальної апаратури та автоматики (електроніка). Працював на меблевих фабриках та у ПрАТ «Білоцерківська ТЕЦ». Мешкав у місті Біла Церква Київської області.
З 23 лютого 2015 року проходив військову службу за контрактом у 81-й бригаді.
Старший солдат, старший розвідник, сапер розвідувальної роти 122-го окремого аеромобільного батальйону 81-ї окремої аеромобільної бригади).
Загинув 16 вересня 2016 року під час виконання бойового завдання з розмінування у промисловій зоні міста Авдіївка. Знешкоджував міну, але наступив на інший саморобний вибуховий пристрій з «розтяжкою», встановлений терористами. Узявши весь удар на себе, врятував життя своїм побратимам. Помер увечері в лікарні м. Авдіївки від мінно-вибухової травми, що несумісна з життям.
Похований 20 вересня в рідному селі Червоний Кут. Залишилися батьки.

## Нагородження
Указом Президента України № 58/2017 від 10 березня 2017 року «за особисту мужність, виявлену у захисті державного суверенітету та територіальної цілісності України, самовіддане виконання військового обов'язку» нагороджений орденом «За мужність» III ступеня (посмертно).

## Увічнення пам'яті
6 грудня 2016 р. в Білоцерківському професійному ліцеї відкрито меморіальну дошку на честь загиблого випускника ліцею Владислава Триволенка. 